# Fousing Kirke
Fousing Kirke er en lille kvaderstenskirke nær Klosterheden. Selve kirken stammer fra ca. 1200, mens tårnet er fra 1783. Kirkens altertavle er en sjælden sengotisk figurgruppe.